# سمارت 1 (سيارة)
سمارت 1 هي سيارة كروس أوفر كهربائية من تطوير وإنتاج شركة سمارت الألمانية، تم الكشف عنها رسمياً لأول مرة في سبتمبر 2021.